# Хауърд Стърн
Хауърд Алън Стърн (на английски: Howard Allan Stern), по-известен само като Хауърд Стърн, е американски радио и телевизионен водещ, и актьор от еврейски произход. Известен е с „Шоуто на Хауърд Стърн“, което се излъчва по цифровите канали „Хауърд 100“ и „Хауърд 101“ на сателитното радио Сириус. Известен е като „шок джок“.
Разведен е от 2001 г. На 13 февруари 2007 г., ден преди Свети Валентин, предлага на манекенката Бет Остроски да се сгодят. Има три деца.